# Myton-on-Swale
Myton-on-Swale är en civil parish i Storbritannien.   Den ligger i grevskapet North Yorkshire och riksdelen England, i den centrala delen av landet, 300 km norr om huvudstaden London. Antalet invånare är 152.